# Аскарти
Аскарти (груз. ასკარტი) — село в Грузии, на территории Местийского муниципалитета края (мхаре) Самегрело-Верхняя Сванетия.

## География
Село находится в северо-западной части Грузии, на правом берегу реки Ингури, на расстоянии приблизительно 3 километров (по прямой) к юго-востоку от посёлка городского типа Местиа, административного центра муниципалитета.

## Население
По результатам официальной переписи населения 2014 года в Аскарти проживало 39 человек (20 мужчин и 19 женщин). В национальной структуре населения грузины составляли 100 %.